# Evropská silnice E471
E471 je evropská silnice třídy B na Ukrajině, spojuje města Mukačevo a Lvov.

## Trasa
- Ukrajina (křižovatka s M 06)
  - Mukačevo: E50
  - Lvov: E40, E372